# Platynus calathiformis
Platynus calathiformis är en skalbaggsart som beskrevs av Sharp 1903. Platynus calathiformis ingår i släktet Platynus och familjen jordlöpare. Inga underarter finns listade i Catalogue of Life.